# Navegado (bebida)
El navegado, vino navegado o candola es una bebida alcohólica que se sirve caliente, popular en el sur de Chile, que se prepara a partir de una mezcla de vino tinto, rodajas de naranja, azúcar y especias. Se le llama "navegado" por la analogía entre el vino con trozos flotantes de naranja y el mar cuando es atravesado por una embarcación.

## Preparación
Para prepararlo se debe calentar el vino tinto y mientras tanto se le añaden rodajas de naranja, azúcar y canela, a veces también clavo de olor. La mezcla se revuelve y se mantiene en el fuego hasta que esté a punto de hervir, de lo contrario quedará amargo. Opcionalmente, al momento que comienza a hervir, se puede flambear la mezcla para regular su graduación alcohólica, apagando la llama tras unos instantes, si se desea solo reducir su graduación o dejando que la llama se extinga sola si se desea convertir en una bebida no alcohólica.

## Etimología
Si bien su nombre se debe probablemente al hecho de que las rodajas de naranja flotan o "navegan" en el vino, en la época de los barcos a vela se creía que el vino transportado por mar mejoraba su calidad, idea que en Chile perduró incluso después de la llegada de los barcos a vapor. Ya en el siglo XX, existe una anécdota de una partida de exportación de vino chileno que fue rechazada por las autoridades estadounidenses luego de que se detectara una pequeña cantidad de vidrio molido en su interior, por lo que fue devuelta al país. A fin de recuperar parte de la inversión, en el viaje de vuelta a Chile, el vino ya no estaba muy bueno después de muchos meses en el mar, por lo que le agregaron naranja, azúcar y especias para hacerlo más agradable al paladar.  Por lo mismo, "vino navegado" quedó como sinónimo de un vino con gran aroma y sabor, características que habría adquirido luego el vino calentado con especias.